# 18. februar
18. februar er dag 49 i året, i den gregorianske kalender. Der er 316 dage tilbage af året (317 i skudår).
Concordias dag. Concordia er en martyr og jomfru fra kejser Decius' tid i Rom omkring år 250. Dagen er en af de uheldige i Tycho Brahes kalender.

### Begivenheder
Født - Dødsfald
- 1268 - Under Slaget ved Wesenberg lider danske riddere og Den Tyske Orden nederlag til russiske fyrstedømmer.
- 1700 - Datoen er den sidste i "gammel tid", idet den gregorianske kalender bliver indført i Danmark efter forarbejde af Ole Rømer. Den følgende dag defineres derfor til den 1. marts, så man indhentede "tidstabet".
- 1913 - Raymond Poincaré bliver præsident i Frankrig.
- 1929 - Oscar-vinderne afsløres for første gang. Selve uddelingen finder sted 3 måneder senere.
- 1930 - Amerikaneren Clyde Tombaugh opdager himmellegemet Pluto.
- 1932 - Manchuriet erklæres selvstændigt under navnet Manchukuo.
- 1965 - Gambia opnår uafhængighed fra Storbritannien.
- 1970 - De fire luftfartsselskaber KLM (Holland), Swissair (Schweiz), UTA (Frankrig) og SAS indgår en aftale om samarbejde om køb af Boeing 747 og DC-10 fly. Flyene standardiseres, så alle kan flyves af besætninger fra de fire samarbejdende selskaber.
- 1972 - I Paradise på Mount Rainier i staten Washington, USA, er der i den etårige periode fra 19. februar 1971 til denne dag faldet 31.102 mm sne, hvilket er rekord for ét år.
- 1989 - Fem fiskere på Esbjerg-kutteren Hanne Gasberg drukner, da kutteren bliver påsejlet af det britiske tankskib British Beech og synker.
- 2001 - Lone Scherfigs danske dogmefilm Italiensk for begyndere vinder en sølvbjørn ved filmfestivalen i Berlin.
- 2005 - GIMPS beviser, at mersennetallet 225.964.951-1 er et primtal og sætter med 7.816.230 cifre en ny rekord for verdens største kendte primtal.
- 2005   - Storbritannien vedtager en lov, der forbyder alle sportsformer, der medfører drab af pattedyr, herunder rævejagt.

### Født
- 1516 - Maria 1., engelsk regerende dronning (død 1558).
- 1745 - Alessandro Volta, italiensk fysiker (død 1827).
- 1849 - Alexander Kielland, norsk forfatter (død 1906).
- 1878 - Ada Adler, dansk filolog og bibliotekar (død 1946).
- 1885 - Nikos Kazantzakis, græsk forfatter (død 1957).
- 1898 - Enzo Ferrari, italiensk racerkører, bilkonstruktør samt grundlægger af Ferrari (død 1988).
- 1901 - Nikolai Podgornij, sovjetisk præsident (død 1983).
- 1904 - Tove Bang, dansk skuespiller (død 1977).
- 1906 - Hans Asperger, østrigsk børnelæge (død 1980).
- 1912 - Gustaf Munch-Petersen, dansk forfatter og maler (død 1938).
- 1915 - Edvin Tiemroth, dansk skuespiller (død 1984).
- 1919 - Jack Palance, amerikansk forfatter (død 2006).
- 1920 - Eric Danielsen, dansk journalist og forfatter (død 2008).
- 1925 - George Kennedy, amerikansk filmskuespiller (død 2016).
- 1926 - Ivan Malinovski, dansk digter (død 1989).
- 1927 - John Warner, amerikansk politiker og minister (død 2021).
- 1928 - Poul Andreassen, dansk politiker og erhvervsleder (død 2009).
- 1931 - Toni Morrison, amerikansk forfatter og modtager af Nobelprisen i litteratur (død 2019).
- 1932 - Miloš Forman, tjekkisk-amerikansk filminstruktør (død 2018).
- 1932   - Malin Lindgren, dansk journalist (død 2006).
- 1933 - Yoko Ono, japansk-amerikansk multi-kunstnerinde.
- 1933   - Bobby Robson, engelsk fodboldtræner (død 2009).
- 1933   - Mary Ure, skotsk skuespillerinde (død 1975).
- 1935 - Ciaran Bourke, irsk musiker fra The Dubliners (død 1988)
- 1936 - Jean Auel, amerikansk forfatter.
- 1936   - Ole Wegener, dansk skuespiller.
- 1942 - Kirsten Jacobsen, dansk ejendomsmægler og tidligere folketingsmedlem (død 2010).
- 1943 - Michael Blædel, dansk journalist og kritiker.
- 1946 - Tage Lyneborg, dansk professor og arkitekt (død 2020).
- 1950 - Cybill Shepherd, amerikansk skuespillerinde.
- 1952 - Randy Crawford, amerikansk sangerinde og pianist.
- 1954 - John Travolta, amerikansk skuespiller og sanger.
- 1956 - Ted Gärdestad, svensk sanger (død 1997).
- 1957 - Vanna White, amerikansk skuespillerinde.
- 1964 - Matt Dillon, amerikansk skuespiller.
- 1965 - Dr. Dre, amerikansk rapper.
- 1967 - Roberto Baggio, italiensk fodboldspiller.
- 1968 - Molly Ringwald, Amerikansk skuespillerinde.
- 1971 - Thomas Bjørn, dansk golfspiller.
- 1975 - Simon Kvamm, dansk sanger i Nephew og tv-satiriker.
- 1983 - Roberta Vinci, italiensk tennisspiller.
- 1983 - Jermaine Jenas, engelsk fodboldspiller.

### Dødsfald
- 1546 - Martin Luther, tysk teolog (født 1483).
- 1564 - Michelangelo, italiensk maler, billedhugger og arkitekt (født 1475).
- 1740 - Barthold Nicolai Landsberg, dansk-norsk officer (født 1668).
- 1772 - J.H.E. Bernstorff, dansk statsmand og greve (født 1712).
- 1851 - Carl Gustav Jakob Jacobi, tysk matematiker (født 1804).
- 1899 - Sophus Lie, norsk matematiker (født 1842).
- 1928 - Emil Piper, dansk politiker (født 1856).
- 1956 - Gustave Charpentier, fransk komponist (født 1860).
- 1967 - J. Robert Oppenheimer, amerikansk fysiker (født 1904).
- 1968 - Alice O'Fredericks, dansk-svensk filminstruktør (født 1899).
- 1982 - Ngaio Marsh, newzealandsk forfatter (født 1895).
- 1985 - Torben Nielsen, dansk forfatter og politimand (født 1918).
- 2000 - Harald Søbye, dansk præst (født 1908).
- 2008 - Alain Robbe-Grillet, fransk forfatter og filminstruktør (født 1922).

|  | Denne datoartikel kan blive bedre, hvis der indsættes et (bedre) billede Du kan hjælpe ved at afsøge Wikimedia Commons for et passende billede eller uploade et godt billede til Wikimedia Commons iht. de tilladte licenser og indsætte det i artiklen. |